# Hanikase
Hanikase (Duits: Hainkap) is een plaats in de Estlandse gemeente Võru vald, provincie Võrumaa. De plaats heeft de status van dorp (Estisch: küla) en heeft 80 inwoners (2021).
Tot in oktober 2017 hoorde Hanikase bij de gemeente Orava. In die maand werd Orava bij de gemeente Võru vald gevoegd. Daarmee verhuisde de gemeente Orava tegelijk van de provincie Põlvamaa naar de provincie Võrumaa.

## Geografie
Hanikase grenst in het noordoosten aan Orava, de vroegere hoofdplaats van de gemeente Orava. Door het dorp lopen de beken Suuremetsa oja, Tuderna oja en Partsoja.
In de jaren 1873–1997 had Hanikase een school. Bij de opheffing van de school werd het gebouw een dorpshuis en bibliotheek.

## Geschiedenis
Hanikase lag in het gebied dat vanaf 1561 onder de koning van Polen viel, die tevens grootvorst van Litouwen was. Het viel onder het district Wayguzicza (in het Duits ook wel Waygositz). Wayguzicza was onderverdeeld in Groß-Wayguzicza (Groß-Waygositz) en Klein-Wayguzicza (Klein-Waygositz); de grens tussen de twee liep langs de beek Tuderna oja. In 1627 werd een dorp Klein-Wagositz met een buurtschap Hayniglas genoemd. De naam van de buurtschap ging in de volgende jaren over op de beide dorpen Wayguzicza: in 1688 Hannigaste, in 1798 Hainkasse en in 1839 Hainkalse. In het Estisch heetten de dorpen Ala-Hanikase (‘Veld-Hanikase’) en Mäe-Hanikase (‘Heuvel-Hanikase’). Beide dorpen vielen onder het landgoed van Waldeck (Orava).
In 1945 werd Kõivsaare, tegenwoordig het noordelijke buurdorp van Hanikase, van Ala-Hanikase afgesplitst. In 1977 werden de dorpen Ala-Hanikase, Mäe-Hanikase, Kõivsaare, Süväoja en Varigu samengevoegd tot één dorp Hanikase. Kõivsaare werd in 1998 weer een zelfstandig dorp.